# Života Panić
Života Panić (en serbe en écriture cyrillique : Живота Панић) (né le 3 novembre 1933 à Gornja Crnisava, royaume de Yougoslavie, décédé le 19 novembre 2003 à Belgrade, Serbie-et-Monténégro à l’âge de 70 ans).
Général de l'armée populaire yougoslave (JNA), puis le l'armée de Yougoslavie (VJ).
Successeur de Blagoje Adžić, il fut nommé chef de l'état major de la JNA le 27 février 1992, poste qu'il occupa jusqu'au 26 août 1993 dans l'armée de Yougoslavie (VJ).
Diplômé de l’école militaire yougoslave, il a progressivement évolué dans la hiérarchie de l'armée populaire yougoslave (JNA) dans les années 1970 et 1980 pour finir commandant de la première région militaire de Belgrade responsable de la bataille de Vukovar (Croatie) au cours de l’automne 1991.
Après la dissolution de la république fédérative socialiste de Yougoslavie (SFRJ) le 27 avril 1992, Života Panić fut nommé chef d’état major de l’armée de Yougoslavie (Vojska Jugoslavije – VJ).
Né en Serbie, à la différence de ses prédécesseurs, et candidat de Slobodan Milošević, sa nomination intervient au moment où le régime de Belgrade essaye de se minimiser son implication dans les conflits en Croatie et Bosnie-Herzégovine.
La mission de Panic était de réorganiser la JNA, mais celui-ci n’était pas préparé aux luttes politiques en cours à Belgrade au moment où Vojislav Koštunica (allié du parti radical serbe de Vojislav Šešelj) l’accusa d’abus de pouvoir.
Il fut remplacé par Momčilo Perišić le 26 août 1993.
Il décéda à Belgrade le 19 novembre 2003.